# لمران بونجاكو
لمران بونجاكو (بالألبانية: Imran Bunjaku) (18 أكتوبر 1992 بزيورخ في سويسرا - ) هو لاعب كرة قدم ألباني وسويسري في مركز الوسط. شارك مع منتخب ألبانيا تحت 21 سنة لكرة القدم ومنتخب كوسوفو لكرة القدم. أما مع النوادي، فقد لعب مع نادي شافهاوزن ونادي غراسهوبر زيوريخ.

## وصلات خارجية
- لمران بونجاكو على موقع الاتحاد الأوربي (الإنجليزية)
- لمران بونجاكو على موقع قاعدة بيانات كرة القدم.إي يو (الإنجليزية)
- لمران بونجاكو على موقع ناشيونال فوتبول تيمز (الإنجليزية)
- لمران بونجاكو على موقع Soccerway.com (الإنجليزية)